# Apennins
Ne doit pas être confondu avec Alpes pennines.
Cet article concerne les montagnes situées en Italie, sur Terre. Pour la chaîne de montagnes sur la Lune, voir monts Apennins.
Pour les autres emplois du terme, voir Apennin (homonymie).
Les Apennins (ou l'Apennin ; en italien Appennino) sont une chaîne de montagnes de la ceinture alpine qui parcourent l'Italie et Saint-Marin sur mille kilomètres du nord au sud, à travers quinze des vingt régions italiennes.

## Géographie
La chaîne entre deux mers forme, grosso modo, un arc entre la ville de Savone, au bord de la mer de Ligurie, et le détroit de Messine en mer Ionienne, le centre de l'arc s'étendant vers la côte adriatique. Le point culminant est le Corno Grande, dans le massif du Gran Sasso dans les Abruzzes, avec ses 2 912 mètres d'altitude.
Les Apennins présentent cependant des bastions montagneux de faible altitude qui n'appartiennent pas géographiquement à la chaîne principale. Ces formations montagneuses isolées parmi les collines appartiennent au groupe des Anti-Apennins (l'équivalent des Préalpes dans les Alpes). On peut citer notamment les collines métallifères, le monte Conero, les monts Albains, les monts Lépins, le Circeo, le Gargano, le Vésuve.

### Subdivisions
Les Apennins sont divisés en trois groupes majeurs :
- l'Apennin du Nord ou Apennin septentrional, à travers lequel la chaîne se rattache aux Alpes occidentales (col à 459 mètres d'altitude). Cette partie de la chaîne ne contient qu'un massif supérieur à 2 000 mètres d'altitude : l'Apennin tosco-émilien, qui culmine à 2 165 mètres d'altitude (mont Cimone). Les montagnes, plutôt arrondies, y forment une chaîne très effilée, qui décline rapidement vers les collines alentour, et les cols, très souvent empruntés par des routes, se situent entre 700 et 1 000 mètres d'altitude. Cependant, cette partie des Apennins conserve encore de grandes forêts sauvages, surtout entre la Toscane et l'Émilie-Romagne avec l'Apennin tosco-romagnol. Les Alpes apuanes, malgré leur altitude assez modeste (ce massif culmine à 1 947 mètres au mont Pisanino), contiennent des pics et des gorges totalement boisés, ce qui leur confère un aspect semblable aux pains-de-sucre de l'Orient. De plus, ces sommets déclinent brutalement vers la mer Tyrrhénienne, avec de nombreuses falaises impressionnantes ;
- l'Apennin central, contrairement à celui du nord, décline faiblement vers les deux mers. Il forme cependant un massif très large composé de plusieurs groupes montagneux espacés entre eux par des vallées étroites parallèles aux deux mers. Cette partie des Apennins, qu'englobe en grande partie la région des Abruzzes, s'étend des monts Sibyllins au nord aux monts du Matese au sud. Il y a neuf groupes montagneux dépassant les 2 000 mètres d'altitude : le Gran Sasso, la Majella, le Velino-Sirente, les monts Sibyllins, les monts de la Laga, les monts Marsicani, les monts Reatini, les monts Simbruins et les monts du Matese. Ces massifs sont les plus hauts des Apennins, avec des montagnes souvent pointues, et sont espacés par des cols qui ne se situent jamais en dessous de 1 000 mètres d'altitude. De plus, les grandes forêts y abritent une faune et une flore exceptionnelles rares ou rarissimes dans le reste des Apennins. C'est là que se trouve le paysage alpin par excellence. L'Apennin central comprend deux zones : Apennin ombro-marchesan et Apennin abruzzais ;
- l'Apennin du Sud (it), ou Apennin méridional ressemble beaucoup à l'Apennin du Nord : montagnes et cols à faible altitude, chaîne effilée, sommets plus ou moins arrondis, mais déclinant presque verticalement sur la mer Tyrrhénienne et la mer Ionienne. Ses gorges profondes et inaccessibles, ainsi que ses sommets généralement peu convoités, abritent de grandes forêts sauvages peuplées par les loups. L'Apennin du Sud est divisé en trois zones : Apennin samnite, Apennin lucanien et Apennin calabrais.

| Subdivision de niveau 1 | Subdivision de niveau 2      | De                 | À                                | Territoire                                        | Point culminant             |
| ----------------------- | ---------------------------- | ------------------ | -------------------------------- | ------------------------------------------------- | --------------------------- |
| Apennin du Nord         | Apennin ligure               | Col d'Altare       | Col de la Cisa                   | Ligurie Piémont Lombardie Émilie-Romagne Toscane  | Mont Maggiorasca (1 804 m)  |
| Apennin du Nord         | Apennin tosco-émilien        | Col de la Cisa     | Col de la Futa                   | Émilie-Romagne Toscane                            | Mont Cimone (2 165 m)       |
| Apennin du Nord         | Apennin tosco-romagnol       | Col de la Futa     | Bocca Trabaria                   | Émilie-Romagne Toscane Marches Ombrie Saint-Marin | Mont Falco (it) (1 658 m)   |
| Apennin central         | Apennin ombro-marchesan (it) | Bocca Trabaria     | Col de la Torrita (it)           | Marches Ombrie Latium                             | Mont Vettore (2 476 m)      |
| Apennin central         | Apennin abruzzais (it)       | Col de la Torrita  | Bocca di Forlì (it)              | Abruzzes Latium Molise                            | Corno Grande (2 912 m)      |
| Apennin du Sud          | Apennin samnite (it)         | Bocca di Forlì     | Col de Vinchiaturo (it)          | Molise Campanie Pouilles                          | Mont Miletto (it) (2 050 m) |
| Apennin du Sud          | Apennin campanien (it)       | Col de Vinchiaturo | Col de Conza (it)                | Campanie Basilicate                               | Cervialto (it) (1 809 m)    |
| Apennin du Sud          | Apennin lucanien (it)        | Col de Conza       | Col du Scalone (it)              | Campanie Basilicate Calabre                       | Serra Dolcedorme (2267} m)  |
| Apennin du Sud          | Apennin calabrais (it)       | Col du Scalone     | Détroit de Messine               | Calabre                                           | Montalto (1 955 m)          |
| Apennin du Sud          | Apennin sicule (it)          | Détroit de Messine | Valle del Torto e dei Feudi (it) | Sicile                                            | Pizzo Carbonara (1 979 m)   |

### Massifs et sommets
Les plus hauts massifs sont :

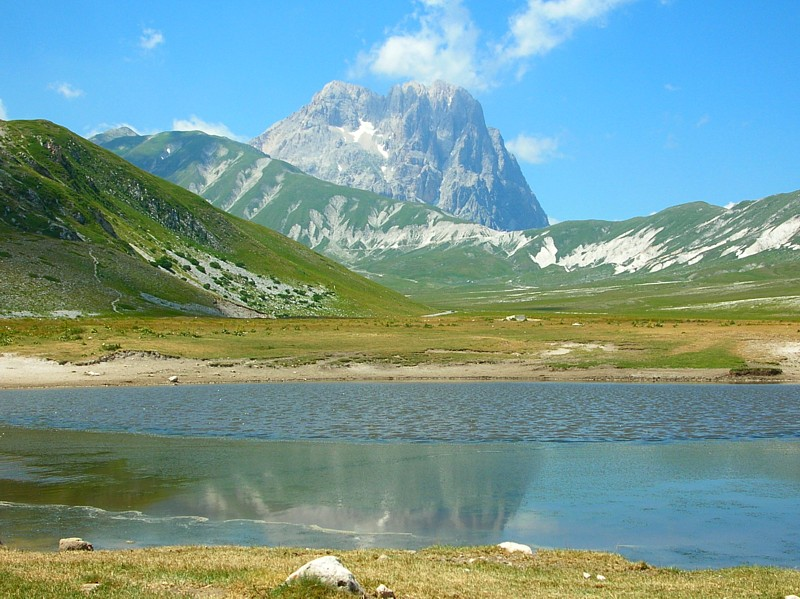
Gran Sasso.

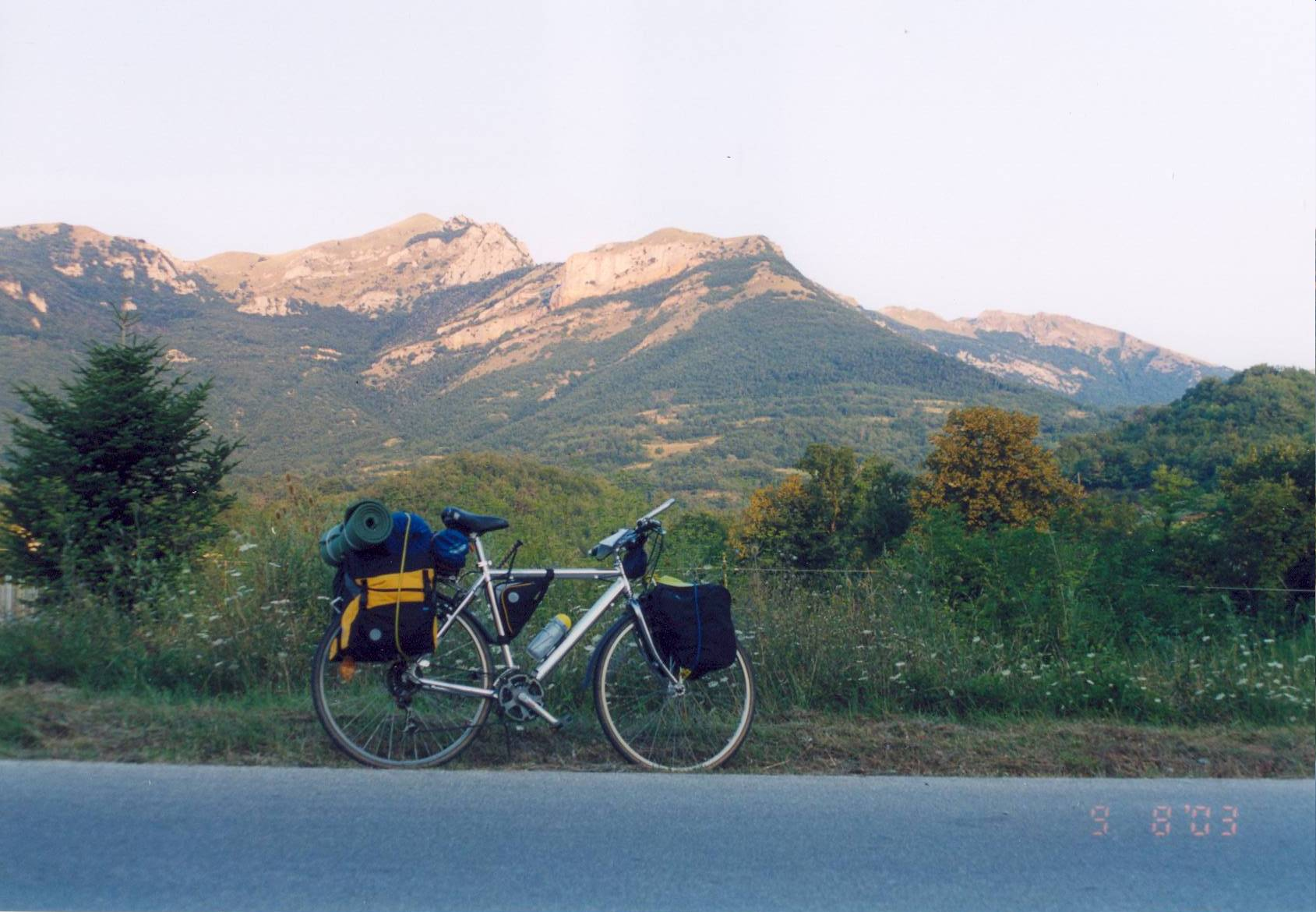
Monts Sibyllins.

1. le Gran Sasso (2 912 mètres au Corno Grande) - Protégé par le parc national du Gran Sasso e Monti della Laga ;
2. la Majella (2 793 mètres au mont Amaro) - Protégé par le parc national de la Majella ;
3. le Velino Sirente (2 486 mètres au Velino) - Protégé par le parc régional du Velino-Sirente ;
4. les monts Sibyllins (2 476 mètres au mont Vettore) - Protégés par le parc national des monts Sibyllins ;
5. les monts de la Laga (2 458 mètres au monte Gorzano) - Protégés par le parc national du Gran Sasso e Monti della Laga ;
6. les monts Marsicani (2 285 mètres au mont Greco) - Protégés par le parc national des Abruzzes, Latium et Molise ;
7. le massif du Pollino (2 267 mètres à la Serra Dolcedorme) - Protégé par le parc national du Pollino ;
8. les monts Reatini (2 216 mètres au mont Terminillo) - Non protégés ;
9. l'Apennin tosco-émilien (2 165 mètres au mont Cimone) - Protégé par le parc national de l'Apennin tosco-émilien ;
10. les monts Simbruins (2 015 mètres au mont Cotento) - Protégé par le parc régional des monts Simbruini ;
11. les monts du Matese (2 050 mètres au mont Miletto) - Protégés par le parc interrégional du Matese.

Il existe 222 sommets majeurs (indépendants) dépassant les 2 000 mètres d'altitude. Parmi ceux-ci :
1. 158 sommets > 2 100 mètres
2. 97 sommets > 2 200 mètres
3. 58 sommets > 2 300 mètres
4. 41 sommets > 2 400 mètres
5. 24 sommets > 2 500 mètres
6. 18 sommets > 2 600 mètres
7. 9 sommets > 2 700 mètres
8. 7 sommets > 2 800 mètres
9. 4 sommets > 2 900 mètres

### Hydrographie
Un seul glacier subsiste encore dans les Apennins : le glacier du Calderone. Il est généralement considéré comme le plus méridional d'Europe. Il se trouve dans un cirque glaciaire sur le versan septentrional du Corno Grande. Il subsiste aussi des névés sur une surface plus ou moins grande qui peuvent subsister plusieurs années.

### Géologie
Sur le plan géographique, les Apennins sont en partie contigus aux Alpes. Les deux chaînes sont souvent considérées comme faisant partie d’un seul système Alpes-Apennins.
En fait, les Alpes sont nées des millions d’années avant que les Apennins aient émergé de la mer. Les deux chaînes sont principalement formées de roches sédimentaires déposées dans l’ancienne Téthys, au Mésozoïque. Le mouvement vers le nord de la plaque africaine, sa collision avec la plaque eurasienne et la subduction de l’Afrique sous l’Europe sont les causes de l’orogenèse alpine, qui a commencé à la fin du Mésozoïque, cette ceinture orogénique allant de l’Espagne à l’Asie dans une direction est-ouest, et comprenant les Alpes.
Les Apennins ont été formés au cours de l’orogenèse apennine, au début du Néogène (elle a commencé voilà environ 20 millions d’années au milieu du Miocène, et se poursuit encore), selon une extension nord-ouest / sud-est, et ne sont pas liés à un déplacement relatif horizontal de la chaîne alpine.
Le comportement géologique de la plaine du Pô est une preuve de la différence de leurs catégories tectoniques : les forces de compression du nord vers le sud dans les Alpes et du sud vers le nord dans les Apennins auraient dû comprimer les dépôts alluviaux entre les montagnes. Or cette plaine a subi une subsidence d’un taux annuel de 1 à 4 mm depuis environ 25 millions d’années avant même que les Apennins commencent à se former. La plaine du Pô n’est donc pas une structure causée par l’érosion, mais un secteur comblé du sillon adriatique – secteur que l’on a nommé « Avant-pays adriatique » lorsque l’on a découvert sa fonction de zone de subduction. Les Alpes et les Apennins ont toujours été séparés de ce sillon.
Les Apennins central et méridional présentent de nombreux phénomènes karstiques.

#### Structure

##### Zone de compression
L'analyse sismique du système de subduction des Apennins a fourni une explication à l'affaissement progressif de la plaine padano-vénète et au réseau hydrographique souterrain qui couvre l'Est de l'Italie. Le long de la côte orientale de la péninsule, le fond de la mer Adriatique – la « lithosphère adriatique » – a plongé au-dessous du secteur de la croûte terrestre où les Apennins ont été déformés par les forces de compression.
La subduction se produit le long d'une faille. Le contact entre la zone subductée et celle d'obduction est invisible car il se trouve dans la partie inférieure de l'avant-fosse apennine, en général remplie par des sédiments. Or la sédimentation se produit à une vitesse beaucoup plus rapide que la subduction. En surface, on peut seulement détecter le contact entre le hanging wall (compartiment situé au-dessus du plan de faille) et les sédiments de l'avant-fosse, à l'exception du secteur marin, où le taux de sédimentation est très réduit. En Italie du Nord, l'inclinaison de la plaque subductée est comprise entre 30 et 40º, à une profondeur moyenne de 80 à 90 km.
La zone de subduction apennine forme un arc irrégulier, avec un centre de courbure dans la mer Tyrrhénienne, qui se prolonge à partir de la base des Apennins ligures près de la plaine du Po, se poursuit dans l'Adriatique centrale, jusqu'à Gargano. À partir de là, l'arc s'infléchit vers l'intérieur de la péninsule, séparant l'avant-pays apulien et continuant dans le golfe de Tarente, où il se recourbe au sud de la mer Ionienne, puis s'incurve vers l'ouest, en traversant le sud-est de la Sicile pour atteindre l'Afrique du Nord.
Le manteau supérieur se brise, à environ 250 kilomètres de profondeur, près de l'arc apennin du Nord et de l'arc calabro-péloritanien, avec des forces de compression agissant respectivement vers le nord-est et sud-est.

##### Zone d'extension
Le côté ouest de la péninsule est formé d’un système à horsts et grabens, où l’écorce terrestre, étirée par l’extension du manteau au-dessous d’elle, s’est amincie et brisée le long d’une série de lignes de failles sensiblement parallèles, et les blocs de cette écorce ont alternativement été enfoncés et soulevés par la poussée isostatique. Ce type tectonique, prédominant de la Corse, à l’ouest, jusqu’à la vallée du Tibre, à l’est, a formé des chaînes de montagnes et des bassins intra-montagneux dans des directions plus ou moins perpendiculaires à l’extension.
Les chaînes de montagnes engendrées par les plissements sont formées de grands anticlinaux au cœur des massifs les plus élevés et les plus étendus des Apennins, dans le secteur oriental. Plus basses bien qu’ayant des pentes plus accentuées, les chaînes de montagnes engendrées par les failles ne sont pas considérées comme faisant partie des Apennins, géographiquement, mais sont appelées « Subapennin » ou « Antiapennin ». Ces dernières montagnes se trouvent principalement en Toscane, en Campanie et dans le Latium.

#### Sismicité
En raison de la convergence de la plaque eurasienne avec la plaque africaine, l'ensemble de l'arc des Apennins et les zones environnantes sont soumis à des phénomènes sismiques, avec la présence de nombreuses failles actives.
Du Moyen Âge au XIXe siècle, des tremblements de terre importants se sont produits dans les Apennins :
- en 1349, dans le centre-sud de la chaîne : séismes de 1349 dans l'Apennin central ;
- en 1456, dans le centre-sud de l'Italie : séisme de 1456 dans le centre-sud de l'Italie (it) ;
- en 1461, à L'Aquila : séisme de 1461 à L'Aquila (it) ;
- en 1638, en Calabre : séisme de 1638 en Calabre (it) ;
- en 1639, à Amatrice : séisme de 1639 à Amatrice ;
- en 1694, en Basilicate : séisme de l'Irpinia et Basilicate de 1694 ;
- en 1703, à L'Aquila : séismes du 2 février 1703 à L'Aquila ;
- en 1706, à Majella : séisme de 1706 à la Majella (it) ;
- en 1783, en Calabre : séismes de février et de mars 1783 en Calabre ;
- en 1805, au Molise : séisme de 1805 au Molise (it) ;
- en 1857, en Basilicate : séisme de 1857 en Basilicate (it) ;
- en 1898, à Rieti : séisme de 1898 à Rieti (it).

Au cours du XXe siècle puis du début du XXIe siècle, d’autres tremblements de terre notables ont eu lieu dans les Apennins :
- en 1905, en Calabre : séisme de 1905 en Calabre ;
- en 1908, à Messine : séisme du 28 décembre 1908 à Messine ;
- en 1910, en Irpinia : séisme de 1910 à l'Irpinia (it) ;
- en 1915, à Marsica ;
- en 1919, à Mugello : séisme de 1919 à Mugello (it) ;
- en 1920, en Garfagnana et Lunigiana : séisme de 1920 en Garfagnana et Lunigiana (it) ;
- en 1930, en Irpinia : séisme de 1930 en Irpinia (it) ;
- en 1962, dans la même région : séisme de 1962 en Irpinia (it) ;
- en 1968, à Belice : séisme de janvier 1968 en Sicile ;
- en 1971, à Tuscania : séisme de 1971 à Tuscania ;
- en 1980, en Irpinia : séisme du 23 novembre 1980 en Irpinia ;
- en 1997, en Ombrie : séisme du 26 septembre 1997 en Ombrie et dans les Marches ;
- en 2002, au Molise : séisme de 2002 au Molise (it) ;
- en 2009, à L'Aquila : séisme du 6 avril 2009 à L'Aquila ;
- en 2016 et 2017, en Italie centrale : séismes de 2016 et 2017 en Italie centrale (it).

### Climat

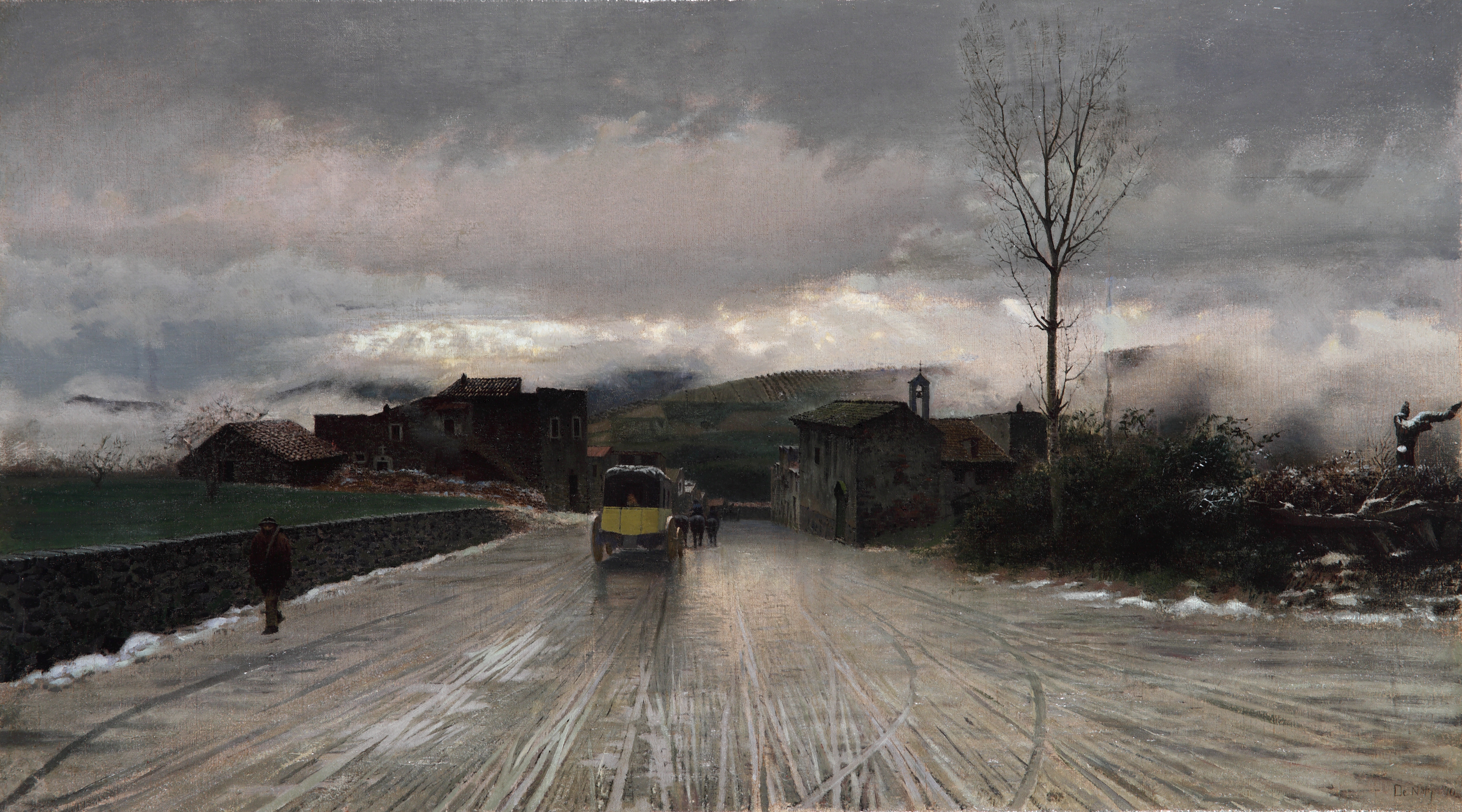
La Traversée des Apennins, 1867, Giuseppe De Nittis. Musée de Capodimonte, Naples.

Le climat est classé, pour la grande majorité du massif, méditerranéen (d'après la classification de Köppen qui classe la région en Csa et Csb). Mais sur les hauts sommet comme le Corno Grande, le climat est montagnard.

### Flore et faune
Les forêts décidues d'altitude des Apennins forment une écorégion terrestre définie par le Fonds mondial pour la nature (WWF). Celle-ci fait partie du biome des forêts de feuillus et forêts mixtes tempérées dans l'écozone paléarctique.
Grâce à ses nombreux parcs, la faune des Apennins est relativement bien préservée. On y trouve :
- l'isard des Abruzzes (environ 3 000 sur l'Apennin central) ;
- l'ours marsicain (50 dans les Abruzzes) ;
- le loup des Apennins (500-600 sur les Apennins et les Alpes occidento-centrales) ;
- l'aigle royal (50 couples) ;
- le vautour fauve (60 dans les Abruzzes) ;
- le lynx (10 dans le sud des Abruzzes).

Parmi les mammifères se trouvent aussi le cerf, le chevreuil, le daim, le sanglier, le renard, le blaireau, la belette, la martre, la fouine, l'hermine, la loutre, l'écureuil, le chat sauvage, le campagnol des neiges. La marmotte des Alpes a été introduite dans les Apennins du Nord, au cours des années 1950.
Parmi les oiseaux figurent le percnoptère dans le sud des Apennins, le circaète sur le Gran Sasso, le chocard alpin et le crave à bec rouge, la niverolle, l'accenteur alpin, le bec-croisé, le pivert, le pic noir, le pic épeiche, le pic épeichette, le pic à dos blanc dans le sud des Abruzzes, le tichodrome échelette, la sittelle torchepot, le faisan de Colchide, l'effraie des clochers, la chouette hulotte, le hibou grand-duc.
Il existe aussi des reptiles très menacés en Europe comme la Vipère d'Orsini, et des amphibiens comme la salamandre tachetée. Le papillon Apollon arpente aussi les plus hauts massifs de la chaîne.

## Histoire

### Antiquité
Dans l'Italie préromaine, le peuplement, de langue osque ou ombrienne, est morcelé et vu à tort comme inférieur par les populations du littoral, et ce malgré la présence d'agglomérations dès le VIe siècle av. J.-C.

### Moyen Âge
Un des tout premiers voyageurs à parcourir la chaîne des Apennins en Toscane avec un objectif géologique est probablement le moine Restoro d'Arezzo vers le milieu du XIIIe siècle. Son traité Della Composizione del Mondo (1282) a été hautement considéré par les historiens de géologie, bien qu'il fût publié seulement au milieu du XIXe siècle, à titre posthume.

## Sports et loisirs
De nombreuses stations de ski s'étalent dans de magnifiques vallons préservés. La plus grande station de ski des Apennins est celle de Roccaraso, avec ses 100 km de piste (autant que la plus grande station des Pyrénées), dans les Abruzzes qui disposent aussi de Campo Felice et Ovindoli (chacune 30 km de pistes). Les Abruzzes à eux seuls disposent de 21 stations de ski (6e région italienne pour ses pistes). La Toscane propose aussi l'Abetone (50 km de pistes).
Les Apennins disposent de pistes de ski de fond. Le Gran Sasso est le vrai paysage alpin des Apennins. Des refuges gérés proposent des courses en haute montagne entre ski alpin, randonnée, excursions, alpinisme et escalade. Le rafting ou le canoë sont pratiqués dans les torrents. De plus, de presque tous les sommets des Apennins et par temps clair, une, voire deux mers peuvent être aperçues.
Mais il existe aussi de nombreux sentiers découverte. Le parc national des Abruzzes est d'ailleurs le premier créé en Europe (en 1922). Les nombreux parcs qui protègent les Apennins, outre leur fonction de préserver la nature, valorisent les villages et les paysages, ce qui fait que, contrairement au reste de l'Europe occidentale, la moyenne montagne des Apennins n'est pas en voie de dépeuplement ou d'abandon.

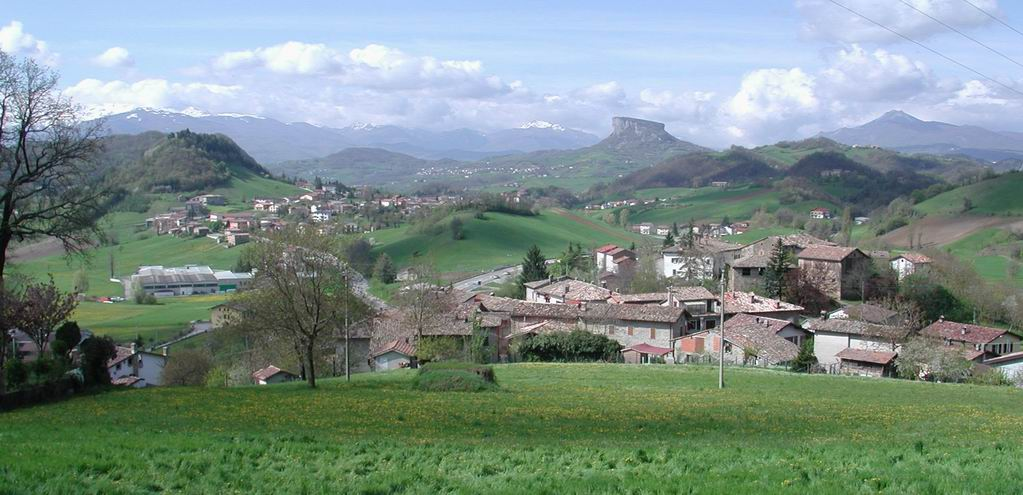
Apennins en Émilie (Pietra di Bismantova).